# Emil Sulzbach
Emil Sulzbach (* 7. Mai 1855 in Frankfurt am Main; † 2. Mai 1932 in Bad Homburg vor der Höhe) war ein Frankfurter Bankier und Komponist. Er war jüdischen Glaubens.

## Leben
Sein Vater Rudolf Sulzbach zählte zu den einflussreichen und vermögenden Frankfurter Bankiers und war 1856 einer der Gründer des Bankhauses Gebrüder Sulzbach, das unter anderem Beteiligungskapital für die Allgemeine Elektrizitäts-Gesellschaft bereitstellte.
Emil Sulzbach arbeitete nach seiner kaufmännischen Ausbildung zunächst im Bankhaus Gebrüder Sulzbach. Gleichzeitig studierte er Musik und Kompositionslehre und entschied sich seinen Neigungen zu folgen. 1893 verzichtete er auf die Nachfolge seines Vaters und trat aus dem Bankgeschäft aus. Fortan intensivierte er seine musische Ausbildung durch ein Studium am Frankfurter Dr. Hoch’s Konservatorium bei Iwan Knorr. 1883 wurde er dort Kuratoriumsmitglied und 1904 bis 1923 Vorsitzender. Er spendete 1903/04 mit seinem Bruder Karl Sulzbach unter anderem einen Konzertflügel der Firma Theodor Steinweg. Außerdem stiftete er die finanziellen Mittel für die Ausstattung des Konzertsaals mit einer neuen Orgel.
Sulzbach komponierte zahlreiche Kammermusikstücke, Lieder und Arien, die überwiegend in Frankfurt am Main aufgeführt wurden. Vom damaligen Architekten Franz von Hoven (1842–1924) ließ er sich eine aufwendige Stadtvilla in Frankfurt und eine Landvilla in Königstein bauen. Ihm zu Ehren wurde im Frankfurter Stadtteil Bockenheim (Nähe Hamburger Allee) eine Straße benannt.
Sein Sohn Herbert Sulzbach (1894–1985) besuchte in den Schuljahren 1906 bis 1908 das Konservatorium, er emigrierte 1938 nach England. Sein Sohn Ernst Sulzbach (1887–1954) floh nach Schweden.